# Осокорівка (Бериславський район)
Осокоpíвка — село в Україні, у Нововоронцовській селищній громаді Бериславського району Херсонської області. Населення становить 2747 осіб.

## Географія
На північно-східній околиці села балка Осокорівська впадає у річку Дніпро.

## Історія
Станом на 1886 рік в селі Ново-Воронцовської волості мешкало 2130 осіб, налічувалось 330 дворів, церква православна, 3 лавки.
Одну з вулиць названо на честь Нагорного Михайла Петровича (1917—1972) — Героя Радянського Союзу.

## Населення
Згідно з переписом УРСР 1989 року чисельність наявного населення села становила 2581 особа, з яких 1200 чоловіків та 1381 жінка.
За переписом населення України 2001 року в селі мешкало 2747 осіб.

### Мова
Розподіл населення за рідною мовою за даними перепису 2001 року:
| Мова            | Кількість | Відсоток |
| --------------- | --------- | -------- |
| українська      | 2614      | 95.16%   |
| російська       | 118       | 4.28%    |
| білоруська      | 6         | 0.22%    |
| вірменська      | 4         | 0.15%    |
| румунська       | 1         | 0.04%    |
| інші/не вказали | 4         | 0.15%    |
| Усього          | 2747      | 100%     |

## Пам'ятки
Біля села знаходиться одна з восьми збережених до нашого часу «Катеринівських миль» — Катеринінська верста, а також арт-об'єкт «Дари Херсонщини» (відоміший як пам'ятник херсонському кавуну).

## Відомі люди
- Скорик А. А. — делегат III Всеросійського з'їзду Рад, член ВЦВК у 1923—1927 рр.
- Ковалик Ганна Миколаївна — депутати Верховної Ради УРСР 10-11-го скликання.
- Куцопал Володимир Миколайович — солдат Збройних Сил України, учасник російсько-української війни, що загинув у селі в ході російського вторгнення в Україну в 2022 році.